# Portalegre (circonscription électorale)
Pour les articles homonymes, voir Portalegre (homonymie).
La circonscription électorale de Portalegre est une circonscription électorale du Portugal, utilisée pour les élections législatives.
Ses frontières correspondent au district du même nom.

## Résultats

### Années 2020

#### 2025
| Parti                                      | Parti                                                   | Voix   | %     | +/-           | Sièges | +/-           |
| ------------------------------------------ | ------------------------------------------------------- | ------ | ----- | ------------- | ------ | ------------- |
|                                            | Chega (CH)                                              | 16 801 | 30,72 | 5,67          | 1      | en stagnation |
|                                            | Parti socialiste (PS)                                   | 15 746 | 28,79 | 6,17          | 1      | en stagnation |
|                                            | AD – Coalition PSD/CDS (PPD/PSD.CDS-PP)                 | 14 962 | 27,36 | 3,46          | 0      | en stagnation |
|                                            | Coalition démocratique unitaire (PCP-PEV)               | 2 933  | 5,36  | 0,93          | 0      | en stagnation |
|                                            | Initiative libérale (IL)                                | 1 078  | 1,97  | 0,02          | 0      | en stagnation |
|                                            | LIBRE (L)                                               | 965    | 1,76  | 0,28          | 0      | en stagnation |
|                                            | Bloc de gauche (BE)                                     | 716    | 1,31  | 1,89          | 0      | en stagnation |
|                                            | Alternative démocratique nationale (ADN)                | 601    | 1,10  | 0,03          | 0      | en stagnation |
|                                            | Personnes–Animaux–Nature (PAN)                          | 386    | 0,71  | 0,15          | 0      | en stagnation |
|                                            | Parti communiste des travailleurs portugais (PCTP/MRPP) | 154    | 0,46  | 0,05          | 0      | en stagnation |
|                                            | Réagir, inclure, recycler (RIR)                         | 79     | 0,14  | 0,16          | 0      | en stagnation |
|                                            | Volt Portugal (VP)                                      | 71     | 0,13  | 0,04          | 0      | en stagnation |
|                                            | Ergue-te (E)                                            | 51     | 0,09  | en stagnation | 0      | en stagnation |
|                                            | Parti populaire monarchiste (PPM)                       | 45     | 0,08  | N/A           | 0      | en stagnation |
|                                            |                                                         |        |       |               |        |               |
| Suffrages exprimés                         | Suffrages exprimés                                      | 54 688 | 97,51 |               |        |               |
| Votes blancs                               | Votes blancs                                            | 808    | 1,44  |               |        |               |
| Votes invalides                            | Votes invalides                                         | 587    | 1,05  |               |        |               |
| Total                                      | Total                                                   | 56 083 | 100   | –             | 2      | en stagnation |
| Abstentions                                | Abstentions                                             | 33 962 | 37,72 |               |        |               |
| Inscrits/Participation                     | Inscrits/Participation                                  | 90 045 | 62,28 |               |        |               |
|                                            |                                                         |        |       |               |        |               |
| Source: Commission nationale des élections |                                                         |        |       |               |        |               |

| Parti | Parti | Députés          |
| ----- | ----- | ---------------- |
|       | CH    | - João Ferreira  |
|       | PS    | - Luis Trinidade |

#### 2024
| Parti                                      | Parti                                                   | Voix   | %     | +/-   | Sièges | +/-           |
| ------------------------------------------ | ------------------------------------------------------- | ------ | ----- | ----- | ------ | ------------- |
|                                            | Parti socialiste (PS)                                   | 20 669 | 34,96 | 12,22 | 1      | 1             |
|                                            | Chega (CH)                                              | 14 810 | 25,05 | 13,35 | 1      | 1             |
|                                            | Alliance démocratique (AD) (PSD-PP-PPM)                 | 14 134 | 23,90 | 0,01  | 0      | en stagnation |
|                                            | Coalition démocratique unitaire (CDU)                   | 3 718  | 6,29  | 1,44  | 0      | en stagnation |
|                                            | Bloc de gauche (BE)                                     | 1 894  | 3,20  | 0,25  | 0      | en stagnation |
|                                            | Initiative libérale (IL)                                | 1 155  | 1,95  | 0,18  | 0      | en stagnation |
|                                            | Libre (L)                                               | 873    | 1,48  | 0,92  | 0      | en stagnation |
|                                            | Alternative démocratique nationale (ADN)                | 631    | 1,07  | Abs.  | 0      | en stagnation |
|                                            | Personnes–Animaux–Nature (PAN)                          | 506    | 0,86  | 0,20  | 0      | en stagnation |
|                                            | Parti communiste des travailleurs portugais (PCTP/MRPP) | 303    | 0,51  | 0,07  | 0      | en stagnation |
|                                            | Réagir, inclure, recycler (RIR)                         | 176    | 0,30  | 0,07  | 0      | en stagnation |
|                                            | Nouvelle Droite (ND)                                    | 121    | 0,20  | Nv.   | 0      | en stagnation |
|                                            | Ergue-te (E)                                            | 55     | 0,09  | 0,01  | 0      | en stagnation |
|                                            | Volt Portugal (VP)                                      | 53     | 0,09  | 0,02  | 0      | en stagnation |
|                                            | Alternative 21 (MPT-A)                                  | 31     | 0,05  | 0,05  | 0      | en stagnation |
|                                            |                                                         |        |       |       |        |               |
| Suffrages exprimés                         | Suffrages exprimés                                      | 59 129 | 97,46 |       |        |               |
| Votes blancs                               | Votes blancs                                            | 925    | 1,52  |       |        |               |
| Votes nuls                                 | Votes nuls                                              | 614    | 1,01  |       |        |               |
| Total                                      | Total                                                   | 60 668 | 100   | -     | 2      | en stagnation |
| Abstention                                 | Abstention                                              | 32 438 | 34,84 |       |        |               |
| Inscrits/Participation                     | Inscrits/Participation                                  | 93 106 | 65,16 |       |        |               |
|                                            |                                                         |        |       |       |        |               |
| Source: Commission nationale des élections |                                                         |        |       |       |        |               |

| Parti | Parti | Parti | Parti | Députés               |
| ----- | ----- | ----- | ----- | --------------------- |
|       | PS    | PS    | PS    | - Ricardo Pinheiro    |
|       | CH    | CH    | CH    | - Henrique de Freitas |

#### 2022
| Parti                                      | Parti                                                   | Voix   | %     | +/-  | Sièges | +/-           |
| ------------------------------------------ | ------------------------------------------------------- | ------ | ----- | ---- | ------ | ------------- |
|                                            | Parti socialiste (PS)                                   | 25 276 | 47,18 | 0,60 | 2      | en stagnation |
|                                            | Parti social-démocrate (PPD/PSD)                        | 12 433 | 23,70 | 2,70 | 0      | en stagnation |
|                                            | Chega (CH)                                              | 6 138  | 11,70 | 8,85 | 0      | en stagnation |
|                                            | Coalition démocratique unitaire (CDU)                   | 4 058  | 7,73  | 3,37 | 0      | en stagnation |
|                                            | Bloc de gauche (BE)                                     | 1 550  | 2,95  | 5,48 | 0      | en stagnation |
|                                            | Initiative libérale (IL)                                | 1 115  | 2,13  | 1,61 | 0      | en stagnation |
|                                            | CDS – Parti populaire (CDS-PP)                          | 635    | 1,21  | 2,76 | 0      | en stagnation |
|                                            | Personnes–Animaux–Nature (PAN)                          | 346    | 0,66  | 1,07 | 0      | en stagnation |
|                                            | Parti communiste des travailleurs portugais (PCTP/MRPP) | 304    | 0,58  | 0,69 | 0      | en stagnation |
|                                            | Libre (L)                                               | 295    | 0,56  | 0,03 | 0      | en stagnation |
|                                            | Réagir, inclure, recycler (RIR)                         | 123    | 0,23  | 0,19 | 0      | en stagnation |
|                                            | Parti de la Terre (MPT)                                 | 50     | 0,10  | 0,09 | 0      | en stagnation |
|                                            | Mouvement Alternative socialiste (MAS)                  | 48     | 0,09  | Abs. | 0      | en stagnation |
|                                            | Ergue-te (E)                                            | 43     | 0,08  | 0,24 | 0      | en stagnation |
|                                            | Volt Portugal (VP)                                      | 35     | 0,07  | Nv.  | 0      | en stagnation |
|                                            | Parti travailliste portugais (PTP)                      | 16     | 0,03  | 0,09 | 0      | en stagnation |
|                                            |                                                         |        |       |      |        |               |
| Suffrages exprimés                         | Suffrages exprimés                                      | 52 465 | 98,03 |      |        |               |
| Votes blancs                               | Votes blancs                                            | 601    | 1,12  |      |        |               |
| Votes nuls                                 | Votes nuls                                              | 456    | 0,85  |      |        |               |
| Total                                      | Total                                                   | 53 522 | 100   | -    | 2      | en stagnation |
| Abstention                                 | Abstention                                              | 40 852 | 43,29 |      |        |               |
| Inscrits/Participation                     | Inscrits/Participation                                  | 94 374 | 56,71 |      |        |               |
|                                            |                                                         |        |       |      |        |               |
| Source: Commission nationale des élections |                                                         |        |       |      |        |               |

| Parti | Parti | Parti | Parti | Députés                            |
| ----- | ----- | ----- | ----- | ---------------------------------- |
|       | PS    | PS    | PS    | - Eduardo Alves - Ricardo Pinheiro |

### Années 2010

#### 2019
| Parti                                      | Parti                                              | Voix   | %     | +/-  | Sièges | +/-           |
| ------------------------------------------ | -------------------------------------------------- | ------ | ----- | ---- | ------ | ------------- |
|                                            | Parti socialiste (PS)                              | 23 013 | 46,58 | 2,64 | 2      | 1             |
|                                            | Parti social-démocrate (PPD/PSD)                   | 10 374 | 21,00 | N/A  | 0      | 1             |
|                                            | Coalition démocratique unitaire (CDU)              | 5 481  | 11,10 | 1,51 | 0      | en stagnation |
|                                            | Bloc de gauche (BE)                                | 4 165  | 8,43  | 1,08 | 0      | en stagnation |
|                                            | CDS – Parti populaire (CDS-PP)                     | 1 961  | 3,97  | N/A  | 0      | en stagnation |
|                                            | Chega (CH)                                         | 1 407  | 2,85  | Nv.  | 0      | en stagnation |
|                                            | Personnes–Animaux–Nature (PAN)                     | 856    | 1,73  | 0,91 | 0      | en stagnation |
|                                            | Parti communiste des travailleurs portugais (PCTP) | 628    | 1,27  | 0,49 | 0      | en stagnation |
|                                            | Libre (L)                                          | 291    | 0,59  | 0,26 | 0      | en stagnation |
|                                            | Alliance (A)                                       | 269    | 0,54  | Nv.  | 0      | en stagnation |
|                                            | Initiative libérale (IL)                           | 255    | 0,52  | Nv.  | 0      | en stagnation |
|                                            | Réagir, inclure, recycler (RIR)                    | 208    | 0,42  | Nv.  | 0      | en stagnation |
|                                            | Parti national rénovateur (PNR)                    | 156    | 0,32  | 0,06 | 0      | en stagnation |
|                                            | Parti uni des retraités (PURP)                     | 114    | 0,23  | 0,03 | 0      | en stagnation |
|                                            | Parti de la Terre (MPT)                            | 93     | 0,19  | 0,08 | 0      | en stagnation |
|                                            | Parti démocratique républicain (PDR)               | 68     | 0,14  | 0,43 | 0      | en stagnation |
|                                            | Parti travailliste portugais (PTP)                 | 61     | 0,12  | 0,25 | 0      | en stagnation |
|                                            |                                                    |        |       |      |        |               |
| Suffrages exprimés                         | Suffrages exprimés                                 | 49 400 | 95,73 |      |        |               |
| Votes blancs                               | Votes blancs                                       | 1 206  | 2,34  |      |        |               |
| Votes nuls                                 | Votes nuls                                         | 996    | 1,93  |      |        |               |
| Total                                      | Total                                              | 51 602 | 100   | -    | 2      | en stagnation |
| Abstention                                 | Abstention                                         | 42 621 | 45,81 |      |        |               |
| Inscrits/Participation                     | Inscrits/Participation                             | 95 223 | 54,19 |      |        |               |
|                                            |                                                    |        |       |      |        |               |
| Source: Commission nationale des élections |                                                    |        |       |      |        |               |

| Parti | Parti | Parti | Parti | Députés                                 |
| ----- | ----- | ----- | ----- | --------------------------------------- |
|       | PS    | PS    | PS    | - Ricardo Pinheiro - Luis Moreira Testa |

#### 2015
| Parti                                      | Parti                                              | Voix    | %     | +/-   | Sièges | +/-           |
| ------------------------------------------ | -------------------------------------------------- | ------- | ----- | ----- | ------ | ------------- |
|                                            | Parti socialiste (PS)                              | 25 039  | 43,94 | 10,25 | 1      | en stagnation |
|                                            | Portugal en avant (PàF) (PPD/PSD-CDS-PP)           | 16 302  | 28,61 | 15,70 | 1      | en stagnation |
|                                            | Coalition démocratique unitaire (CDU)              | 7 186   | 12,61 | 0,74  | 0      | en stagnation |
|                                            | Bloc de gauche (BE)                                | 5 420   | 9,51  | 4,86  | 0      | en stagnation |
|                                            | Parti communiste des travailleurs portugais (PCTP) | 1 001   | 1,76  | 0,02  | 0      | en stagnation |
|                                            | Personnes–Animaux–Nature (PAN)                     | 468     | 0,82  | 0,26  | 0      | en stagnation |
|                                            | Parti démocrate républicain (PDR)                  | 327     | 0,57  | Nv.   | 0      | en stagnation |
|                                            | Parti national rénovateur (PNR)                    | 217     | 0,38  | 0,13  | 0      | en stagnation |
|                                            | AGIR (PTP-MAS)                                     | 210     | 0,37  | 0,10  | 0      | en stagnation |
|                                            | Libre (L)                                          | 190     | 0,33  | Nv.   | 0      | en stagnation |
|                                            | Parti populaire monarchiste (PPM)                  | 183     | 0,32  | 0,09  | 0      | en stagnation |
|                                            | Parti de la Terre (MPT)                            | 154     | 0,27  | 0,03  | 0      | en stagnation |
|                                            | Parti uni des retraités (PURP)                     | 147     | 0,26  | Nv.   | 0      | en stagnation |
|                                            | Nous, citoyens ! (NC)                              | 144     | 0,25  | Nv.   | 0      | en stagnation |
|                                            |                                                    |         |       |       |        |               |
| Suffrages exprimés                         | Suffrages exprimés                                 | 56 988  | 96,57 |       |        |               |
| Votes blancs                               | Votes blancs                                       | 1 134   | 1,92  |       |        |               |
| Votes nuls                                 | Votes nuls                                         | 889     | 1,51  |       |        |               |
| Total                                      | Total                                              | 59 011  | 100   | -     | 2      | en stagnation |
| Abstention                                 | Abstention                                         | 42 168  | 41,68 |       |        |               |
| Inscrits/Participation                     | Inscrits/Participation                             | 101 179 | 58,32 |       |        |               |
|                                            |                                                    |         |       |       |        |               |
| Source: Commission nationale des élections |                                                    |         |       |       |        |               |

| Parti | Parti | Parti | Parti   | Députés              |
| ----- | ----- | ----- | ------- | -------------------- |
|       | PS    | PS    | PS      | - Luis Moreira Testa |
|       | PàF   |       | PPD/PSD | - Cristovão Crespo   |

#### 2011
| Parti                                      | Parti                                              | Voix    | %     | +/-  | Sièges | +/-           |
| ------------------------------------------ | -------------------------------------------------- | ------- | ----- | ---- | ------ | ------------- |
|                                            | Parti social-démocrate (PPD/PSD)                   | 19 992  | 33,74 | 9,22 | 1      | en stagnation |
|                                            | Parti socialiste (PS)                              | 19 963  | 33,69 | 5,69 | 1      | en stagnation |
|                                            | Coalition démocratique unitaire (CDU)              | 7 910   | 13,35 | 0,11 | 0      | en stagnation |
|                                            | CDS – Parti populaire (CDS-PP)                     | 6 265   | 10,57 | 2,35 | 0      | en stagnation |
|                                            | Bloc de gauche (BE)                                | 2 753   | 4,65  | 6,41 | 0      | en stagnation |
|                                            | Parti communiste des travailleurs portugais (PCTP) | 1 031   | 1,74  | 0,31 | 0      | en stagnation |
|                                            | Personnes–Animaux–Nature (PAN)                     | 333     | 0,56  | Nv.  | 0      | en stagnation |
|                                            | Mouvement Espoir pour le Portugal (MEP)            | 227     | 0,38  | 0,05 | 0      | en stagnation |
|                                            | Parti de la Terre (MPT)                            | 176     | 0,30  | N/A  | 0      | en stagnation |
|                                            | Parti travailliste portugais (PTP)                 | 162     | 0,27  | Nv.  | 0      | en stagnation |
|                                            | Parti national rénovateur (PNR)                    | 151     | 0,25  | 0,02 | 0      | en stagnation |
|                                            | Parti populaire monarchiste (PPM)                  | 135     | 0,23  | 0,04 | 0      | en stagnation |
|                                            | Parti ouvrier d'unité socialiste (POUS)            | 80      | 0,13  | 0,01 | 0      | en stagnation |
|                                            | Parti humaniste (PH)                               | 80      | 0,13  | N/A  | 0      | en stagnation |
|                                            |                                                    |         |       |      |        |               |
| Suffrages exprimés                         | Suffrages exprimés                                 | 59 258  | 96,19 |      |        |               |
| Votes blancs                               | Votes blancs                                       | 1 536   | 2,49  |      |        |               |
| Votes nuls                                 | Votes nuls                                         | 814     | 1,32  |      |        |               |
| Total                                      | Total                                              | 61 608  | 100   | -    | 2      | en stagnation |
| Abstention                                 | Abstention                                         | 44 832  | 42,12 |      |        |               |
| Inscrits/Participation                     | Inscrits/Participation                             | 106 440 | 57,88 |      |        |               |
|                                            |                                                    |         |       |      |        |               |
| Source: Commission nationale des élections |                                                    |         |       |      |        |               |

| Parti | Parti   | Parti   | Parti   | Députés            |
| ----- | ------- | ------- | ------- | ------------------ |
|       | PPD/PSD | PPD/PSD | PPD/PSD | - Cristovão Crespo |
|       | PS      | PS      | PS      | - Pedro Marques    |